# ابراهیم شعیبی
ابراهیم شُعیبی اَقاوی (نسب: ابراهیم بن محمد بن حسن بن عمر بن علی) سازنده مراکشی در سدهٔ هجدهم میلادی/ دوازدهم هجری بود که برای ساختن روستای تاکادیرت در نزدیکی أقا (در اقلیم طاطا، کلمیم السماره امروزی) از ثروت خودش شهرت یافت؛ جایی که تاکادیرت را ساخت، بیابانی رهاشده بود که هیچ‌کس مالک آن نبود. شعیبی تاکادیرت را همراه دژی استوار ساخت و آن را در ۱۳ شوال ۱۱۴۴ پایان برد. کاخی نیز در آن ساخت که از سه سو هزار ذِراغ مساحت داشت. باغ‌ها و بوستان‌هایی در چهار جهت، هشت برج در دژ مرکزی آن، با چاه‌های آبی و مسجد درون آن. مختار سوسی، اصل خانوادهٔ شعیبی را بربری از تازارین دانسته‌است که به مکانِ تاکادیرت در سال ۱۱۳۵ آمدند و ابراهیم شعیبی در سال ۱۱۴۴ این شهر را برای آنان ساخت..